# ヤムヒル郡 (オレゴン州)
ヤムヒル郡（英: Yamhill County）は、アメリカ合衆国オレゴン州の郡の一つ。人口は10万7722人（2020年）。郡庁所在地はマクミンビル。『オレゴン・ジオグラフィック・ネームズ』によれば郡名の由来は不明となっているが、恐らくは現地の北カラプヤ族系先住部族のヤムヒル族に由来するのではないかと考えられている。

## 歴史
現在ヤムヒル郡にあたる地域に最初に住み着いた部族は、8000年以上もこの地で居住しているヤムヒル族である。ヤムヒル族は現在ではグランド・ロンド部族連合（Confederated Tribes of the Grand Ronde Community of Oregon）に属する部族である。1857年、ヤムヒル族はオレゴンの海岸地域に設立したグランド・ロンド居留地に移住させられた。
最初の入植者は、オレゴン・カントリーで運営していた毛皮会社数社の従業員であり、1814年頃に入植した。オレゴン街道が確立すると、多くの人々がこの地への移住を始めた。
オレゴン準州発足の5年前となる1843年7月5日、ヤムヒル郡が成立した。これはトワリティ（後のワシントン）、クラカマス、シャンプイック（後のマリオン）各郡と並んでオレゴン準州議会の法令で最初に成立した4地域の中の1つであった。ヤムヒル郡の当初、31,000 km2 (12,000 mi2) を超える面積を有したが、現在までに12の郡に分裂した。
1847年、オレゴンの初期の歴史において貿易の中心地であったラファイエットが郡庁所在地に制定された。その後、1889年に郡議会は郡庁をマクミンビルに移転した。マクミンビルは現在でもヤムヒル郡の郡庁所在地としての機能を果たしている。
ヘボ山空軍基地（Mount Hebo Air Force Station）は、冷戦時に存在した防衛軍事施設で、1956年から1980年まで設置されていた。ティラムック郡の近隣のヘボ山（標高961mの）の頂上に建設された空軍レーダー（689th Radar Squadronと14th Missile Warningが運営）は、アメリカ合衆国の統合防空組織の重要な要素を成していた。レーダーを悪天候の影響から守るために造られたレドームは、ヤムヒル郡の多くの場所からシルエットとして空に見ることができた。

## 経済
ヤムヒル郡の農業の年間市場価値はオレゴン州36郡の内7位の評価を受けている。農業生産物には小麦、大麦、園芸、畜産物が含まれる。1997年には53 km² (13,201 acres) の果樹園が稼動した。郡の面積の3分の1は商業用の森林に覆われている。郡西部の経済を支える主要産業は伐木および材木生産である。
またヤムヒル郡はオレゴン州のワイン産業の中心でもあり、ブドウ園の総面積は州内でも最大規模を誇る。オレゴン州のAVA（アメリカブドウ栽培地域）の内、チェヘイラム・マウンテンズAVA、ダンディー・ヒルズAVA、エコラ＝アミティ・ヒルズAVA、マクビンヴィルAVA、リボン・リッジAVA、ヤムヒル＝カールトン・ディストリクトAVAの6地域がヤムヒル郡に完全または部分的に属している。80以上のワイナリーと200以上のブドウ園が存在し、州内のワインのブドウ栽培業者や生産業者が最も密集する郡となっている。ヤムヒル郡で生産されるピノ・ノワール種の質は世界から認められている。他にピノ・グリ、ピノ・ブラン、シャルドネ、リースリング、ゲヴュルツトラミネールなどのブドウ品種が栽培されている。

## 地理
アメリカ合衆国国勢調査局によれば、郡の総面積は 1,861 km² (718 mi²)で、内 1,853 km² (716 mi²) が陸地、7 km² (3 mi²; 0.39%) が水地であった。
郡内で最も高い山は北西部に位置するトラスク山である。

### 隣接郡
- クラカマス郡 - 東
- マリオン郡 - 南東
- ポーク郡 - 南
- ティラムック郡 - 西
- ワシントン郡 - 北

## 人口動態
以下は2000年国勢調査による人口統計データである。
| - 人口: 84,992人 - 世帯数: 28,732世帯 - 家族数: 21,376家族 - 人口密度: 46人/km²（119人/mi²） - 住居数: 30,270軒 - 住居密度: 16軒/km²（42軒/mi²） 人種別人口構成 - 白人: 88.98% - アフリカン・アメリカン: 0.85% - ネイティブ・アメリカン: 1.47% - アジア人: 1.07% - 太平洋諸島系: 0.12% - その他の人種: 5.08% - 混血: 2.42% - ヒスパニック・ラテン系: 10.61% 年齢別人口構成 - 18歳未満: 26.90% - 18-24歳: 11.40% - 25-44歳: 28.50% - 45-64歳: 21.40% - 65歳以上: 11.70% - 年齢の中央値: 34歳 - 性比（女性100人あたり男性の人口） - 総人口: 102.20 - 18歳以上: 101.30 | 世帯と家族（対世帯数） - 18歳未満の子供がいる: 37.40% - 結婚・同居している夫婦: 60.00% - 未婚・離婚・死別女性が世帯主: 9.90% - 非家族世帯: 25.60% - 単身世帯: 19.70% - 65歳以上の老人1人暮らし: 8.40% - 平均構成人数 - 世帯: 2.78人 - 家族: 3.17人 収入と家計 - 収入の中央値 - 世帯: 44,111米ドル - 家族: 50,336米ドル - 性別 - 男性: 35,686米ドル - 女性: 25,254米ドル - 人口1人あたり収入: 18,951米ドル - 貧困線以下 - 対人口: 9.20% - 対家族数: 6.00% - 18歳未満: 10.10% - 65歳以上: 7.50% |

## 都市と町
- マクミンビル（郡庁所在地）
- ニューバーグ
- ダンディー
- アミティ
- カールトン
- デイトン
- ラファイエット
- シェリダン
- ウィラミナ (ポーク郡とヤムヒル郡の境に跨る)
- ヤムヒル

### 非法人地域
- ベレビュー
- コーヴ・オーチャード
- デルウッド
- デューイ
- エコラ・ヴィレッジ
- ゴーファー
- ホープウェル

- キオナ
- ランヴィル
- ミッドウェイ
- オーチャード・ビュー
- プレザントデール
- レックス
- リバーサイド

- セント・ジョセフ
- スプリングブルック （ニューバーグ市内東部に囲まれた飛び地）
- サニークレスト
- ユニオンヴェール
- ワパト
- ウィートランド
- ホワイトソン

#### その他の集落
- グランド・アイランド
- グランド・ロンド・エージェンシー
- シプリー